# Фульвии
Фу́львии (лат. Fulvia, первоначально Foulvia) — один из самых влиятельных древнеримских плебейских родов. В конце IV века до н. э. они вступили в нобилитет при поддержке Фабиев, благодаря которым в 322 году до н. э. Луций Фульвий Курв стал консулом.

## Происхождение
Согласно Цицерону, род Фульвиев пришёл в Рим из Тускула, хотя некоторые его представители, видимо, остались в родном городе, раз часть Фульвиев находилась в Тускуле даже во времена Цицерона.

## Преномены
Фульвии использовали преномены Lucius, Gnaeus, Marcus, Quintus, Servius и Gaius. В первом веке до нашей эры также упоминаются Фульвии, названные Publius и Aulus, но ни один Фульвий из знатной семьи с такими преноменами на известен.

## Ветви и когномены

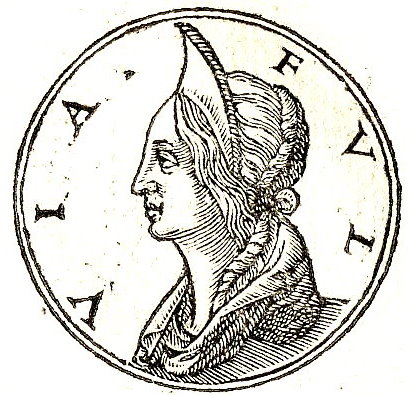
Фульвия, жена трёх видных римских политиков

Известные когномены Фульвиев, относящиеся ко времени Римской республики — Bambalio, Centumalus, Curvus, Flaccus, Gillo, Nobilior, Paetinus и Neratius.
Curvus, означающий «согнутый» или «кривой» — первый когномен Фульвиев, известный истории. Неизвестно, было ли подобное имя присвоено за какие-то физиологические особенности, будь-то крючковатый нос или кривые ноги, или же имя было даровано по иронии.
Слово Paetinus первоначально было агноменом семейства Curvus, а впоследствии заменило его когномен; это удлинённая форма слова Paetus, когномена множества римских родов, которое использовалось для описания людей, обладающих лёгким косоглазием, а потому было классифицировано Плинием Старшим словом Strabo. Однако, Гораций ясно показал, что слово Paetus не означает такого искажения взгляда, как Strabo: например, отец мог назвать сына, являющегося Strabo, именем Paetus, желая смягчить эффект. В самом деле, косоглазие, описываемое словом Paetus, было признано привлекательным, и этим словом описывалась Венера.
Как когномен Curvus перешёл в Paetinus, так и Paetinus впоследствии уступил когномену Nobilior, означающему «очень знатный». Этот когномен впервые был присвоен консулу в 255 году до н. э., а его потомки отбросили когномен Paetinus.
Bambalio связывают с привычкой заикаться.